# D35 (Tsjechië)
De Dálnice 35 of (D35) is een autosnelweg in Tsjechië ten oosten van Praag naar Hradec Králové en Olomouc. De snelweg was vroeger genummerd als expresweg R35 en bestaat uit twee afzonderlijke delen van in totaal 76 kilometer. Op termijn moet de D35 197 kilometer lang worden.
D 0 ·
D 1 ·
D 2 ·
D 3 ·
D 4 ·
D 5 ·
D 6 ·
D 7 ·
D 8 ·
D 10 ·
D 11 ·
D 35 ·
D 43 ·
D 46 ·
D 48 ·
D 49 ·
D 52 ·
D 55 ·
D 56